# Руэ, Себастьен
Себастьен Руэ Пиффард (фр. и исп. Sébastien Rouet Piffard, родился 19 февраля 1985 года в Байонне) — испанский регбист французского происхождения, скрам-хав. Старший брат регбиста Гийома Руэ.

## Биография

### Семья
Уроженец Байонны. Бабушка по материнской линии — Флора дос Сантос (род. 1923), уроженка Леона, которая в 10-летнем возрасте перебралась во Францию с родителями, искавшими работу. Есть младший брат Гийом Руэ, игрок «Авирон Байонне» и сборной Испании.

### Клубная
В регби играет с 6 лет; начинания поддержал его дед Роже. Известен по выступлениям за команды «Байонна» (она же «Авирон Байонне»), «Сексьон Палуаз», «Лурд», «Сент-Этьен» и «Нарбонна». В составе «Байонны» играл в Топ 14 и в Европейском кубке вызова, в «Сексьон Палуаз» и «Нарбонне» — в Про Д2, в «Лурде» и «Сент-Этьене» — в Федераль 1. В сезоне 2018/2019 выступал за «Гриюссан» в Федераль 2.

### В сборной
Себастьен, имевший французский паспорт по месту рождения, по правилам World Rugby имел право играть за Испанию, поскольку там родилась его бабушка. Он утверждал, что ощущает себя намного больше испанцем, чем французом. 13 ноября 2010 года Себастьен дебютировал за сборную Испании в Мадриде матчем против Канады. В 23 играх набрал 11 очков благодаря одной попытке и трём реализациям. Неоднократный участник розыгрыша Кубка европейских наций, играл в сборной со своим братом Гийомом.

#### Скандал в отборе на ЧМ-2019
18 марта 2018 года состоялся матч сборных команд Испании и Бельгии на Кубок европейских наций, который был одновременно отборочным турниром к чемпионату мира 2019 года. Испанцы, заочно боровшиеся за поездку на Кубок мира против Румынии, сенсационно проиграли бельгийцам со счётом 10:18 и уступили прямую путёвку на чемпионат мира румынам, попав только в репечаж. После финального свистка сразу пять игроков набросились на судившего регбийный матч румынского арбитра Влада Йордэкеску, оскорбляя и обвиняя его в том, что арбитр умышленно в течение всего матча засуживал сборную Испании, чтобы «протащить» сборную своей страны на первое место в отборочном турнире. Среди напавших на судью были братья Руэ (Себастьен и Гийом), Пьер Бартер, Матьё Бели и Люка Гийом. В итоге все пятеро решением Регби Европы были дисквалифицированы за оскорбления в адрес судьи — дисквалификация действовала на матчи сборной Испании и матчи в составах клубов. Себастьен получил дисквалификацию сроком 43 недели, Гийом — 36 недель, а остальные трое — на 14 недель. Изначально дисквалификация Себастьена действовала до 21 апреля 2019 года, но в июне 2018 года Регби Европы сократили дисквалификацию в отношении обоих братьев на 11 недель и зачли её с 17 апреля (день слушаний), а не с 18 августа (тот же срок отбытия дисквалификации был поставлен остальным трём дисквалифицированным). Дисквалификация в отношении Себастьена истекла 27 ноября 2018 года, но клуб к тому моменту с ним разорвал контракт.
Скандальный поступок пятерых испанцев попал на страницы не только регбийной, но и футбольной прессы: он сравнивался со скандалом в ответном матче четвертьфинала Лиги чемпионов УЕФА между туринским «Ювентусом» и мадридским «Реалом», когда Джанлуиджи Буффон накричал на арбитра Майкла Оливера за назначение пенальти, выбившего «Ювентус» из Лиги чемпионов. Журналисты британской The Independent отметили, что действия Буффона не отличаются от действий Руэ, поскольку оба кричали на судью и обвиняли его в том, что он умышленно привёл их команду к итоговому поражению и невыходу в следующий этап, но Буффон получил дисквалификацию в виде всего одного матча, которая могла бы и аннулироваться в случае завершения карьеры Буффоном после сезона. Испанская федерация регби потребовала переиграть эту встречу, ссылаясь на некомпетентность и отсутствие беспристрастности со стороны судьи. Однако испанцам не только было отказано в переигровке, но и к тому же их дисквалифицировали. Последующие расследования выявили, что Румыния, Испания и Бельгия незаконно заигрывали игроков за сборные — в частности, в составе испанцев были игроки молодёжной сборной Франции (до 20 лет) Тибо Висенсанг и Матьё Бели (дисквалифицирован за оскорбление Йордакеску), которые в связи с игрой против молодёжной сборной Уэльса в 2008 году не имели права выступать за Испанию. Все эти три команды были дисквалифицированы и лишились огромного количества очков за незаконное заигрывание спортсменов. Вместо них прямую путёвку получила Россия, а путёвку в репечаж — Германия.